# Xavier Delmas
Pour les articles homonymes, voir Delmas.
Xavier Delmas est un producteur de cinéma français, PDG de la société Loin derrière l'Oural.

## Longs métrages
- 2010 : Les Petits Ruisseaux de Pascal Rabaté avec Daniel Prévost et Hélène Vincent (coproduit par Jean-Louis Livi).
- 2011 : Ni à vendre, ni à louer de Pascal Rabaté avec Jacques Gamblin, Maria de Medeiros et François Morel.
- 2012 : 10 jours en or de Nicolas Brossette avec Franck Dubosc, Claude Rich et Marie Kremer (coproduit par Jean-Louis Livi).
- 2013 : Du goudron et des plumes de Pascal Rabaté, écrit par Pascal Rabaté et Antoine Pinson,  avec Isabelle Carré, Sami Bouajila, Daniel Prévost
- 2016 : Sur quel pied danser de Paul Calori et Kostia Testut, avec Pauline Etienne, Olivier Chantreau, François Morel, Loïc Corbery, Julie Victor

## Courts métrages
- 2005 : Léoléa, court métrage de Nicolas Brossette.
- 2007 : Mascarade, court métrage de Nicolas Brossette.